# Scopello
Scopello é uma comuna italiana da região do Piemonte, província de Vercelli, com cerca de 452 habitantes. Estende-se por uma área de 18,62 km², tendo uma densidade populacional de 25 hab/km². Faz fronteira com Boccioleto, Campertogno, Caprile (BI), Crevacuore (BI), Guardabosone, Pettinengo (BI), Pila, Piode, Scopa, Trivero (BI), Valle San Nicolao (BI).

## Demografia
| Variação demográfica do município entre 1861 e 2011                               |
|                                                                                   |
| Fonte: Istituto Nazionale di Statistica (ISTAT) - Elaboração gráfica da Wikipedia |